# Perchlorsäure
Perchlorsäure (HClO4) ist eine der Sauerstoffsäuren des Chlors. Ihre Salze heißen Perchlorate. Es ist eine farblose Flüssigkeit, die an der Luft raucht. Sie zählt zu den stärksten Säuren überhaupt und ist hochreaktiv.

## Geschichte
Die Verbindung wurde erstmals im Jahr 1816 vom deutschen Chemiker Friedrich von Stadion bei der Umsetzung von Schwefelsäure und
Kaliumchlorat als wässrige Lösung erhalten. 1830 stellte der französische Chemiker Georges Simon Serullas feste Perchlorsäure, als das Perchlorsäure-Monohydrat her. Die wasserfreie Säure wurde erstmals 1862 vom englischen Chemiker Henry Enfield Roscoe dargestellt.

## Herstellung
Perchlorsäure wird durch Zugabe von starken Säuren, z. B. Schwefelsäure, aus ihren Salzen, z. B. Kaliumperchlorat, freigesetzt. Kaliumperchlorat lässt sich durch Disproportionierung aus elektrolytisch hergestelltem Kaliumchlorat KClO3 beim Erhitzen erzeugen:
{\displaystyle {\ce {4 KClO3 -> KCl + 3 KClO4}}}
Perchlorsäure entsteht ebenfalls aus der Reaktion von Natriumperchlorat und konzentrierter Salzsäure:
{\displaystyle {\ce {NaClO4 + HCl -> NaCl + HClO4}}}
Eine weitere Möglichkeit, Perchlorsäure darzustellen, ist das Erhitzen von Kaliumperchlorat mit konz. Schwefelsäure und anschließenden Abdestillieren der Perchlorsäure im Vakuum:
{\displaystyle {\ce {KClO4 + H2SO4 -> HClO4 + KHSO4}}}

## Eigenschaften
Wasserfreie Perchlorsäure ist eine farblose, sehr bewegliche Flüssigkeit, die stark oxidierend wirkt, an Luft raucht und hygroskopisch und flüchtig ist. Sie ist mit Wasser mischbar und hat in konzentrierter Lösung eine ölige Konsistenz. Im Vakuum lässt sie sich unzersetzt destillieren, zerfällt aber beim Erhitzen unter Normaldruck explosionsartig. Beim Erwärmen, vor allem von Perchlorsäure mit über 50 Prozent Massenanteil und in Gegenwart geringster organischer Verunreinigungen (Staub), besteht Explosionsgefahr, ebenso beim Einengen oder Konzentrieren mit Trocknungsmitteln. Wasserfreie Perchlorsäure kann sich bereits bei Raumtemperatur spontan zersetzen. Zusammen mit einer Vielzahl anderer Stoffe kann es zu stark exothermen Reaktionen, Hitzeentwicklung, Entzündung, Explosion oder Bildung explosiver Gase und Dämpfe kommen. Bei Berührung mit brennbaren Stoffen besteht Brandgefahr, da die Säure wegen ihres hohen Sauerstoffanteils brandfördernd ist. Perchlorsäure ist eine sogenannte Supersäure, also eine extrem starke Säure (pKS = −10). Sie verursacht schwere Verätzungen und ist hochreaktiv.

## Anhydrid
Das Anhydrid der Perchlorsäure ist Dichlorheptoxid (Cl2O7). Es kann durch vorsichtige Umsetzung von Perchlorsäure mit Phosphorpentoxid mit einer sich anschließenden Vakuum-Destillation dargestellt werden. Dichlorheptoxid ist hochexplosiv und reagiert mit Wasser wieder zu Perchlorsäure.

## Verwendung
In der Analytischen Chemie wird Perchlorsäure zusammen mit Salpeter- oder Schwefelsäure zur Oxidation von organischen Stoffen genutzt. Dabei ist jedoch mit explosionsartiger Zersetzung bei Einwirkung von Schlag oder Hitze zu rechnen.
Sie kann auch als Aufschlussmittel für Stähle, Legierungen, Erze, Minerale und keramische Erzeugnisse genutzt werden.
Weitere Verwendungen wären die Nutzung als Katalysator bei Veresterungen im Labormaßstab sowie als Hilfsmittel beim Galvanisieren und Elektropolieren und bei der Herstellung des Raketentreibstoffes Ammoniumperchlorat.

## Sicherheitshinweise
Perchlorsäure wirkt stark ätzend auf Haut, Atemwege und Schleimhäute. Sie ist in der Lage, lebendes Gewebe zu zerstören. Als starkes Oxidationsmittel wirkt sie brandfördernd. Zusammen mit einer Vielzahl anderer Stoffe kann es zu stark exothermen Reaktionen, Hitzeentwicklung, Entzündung, Explosion oder Bildung explosiver Gase und Dämpfe kommen. Verdünnte Perchlorsäurelösungen sind weniger gefährlich und stabiler.